# 迪莫沃市鎮

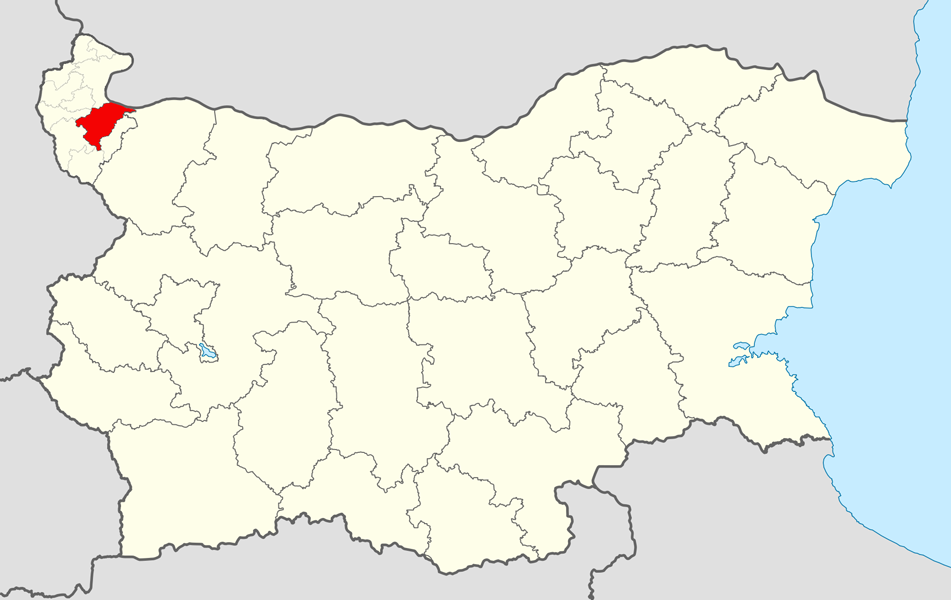

迪莫沃市，是保加利亞的城鎮，位於該國西北部，由維丁州負責管轄，首府設於迪莫沃，面積403平方公里，2009年人口7,175，人口密度每平方公里17.8人。
43°43′N 22°46′E / 43.717°N 22.767°E